# Sankt Nikola an der Donau
Sankt Nikola an der Donau là một đô thị thuộc huyện Perg thuộc bang Oberösterreich, Áo. Đô thị Sankt Nikola an der Donau có diện tích 13,2 km², dân số thời điểm năm 2006 là 847 người.